# Tennōki et Kokki
Le Tennōki (天皇記, lit. « Registre de l'Empereur»), qui se lit également comme Sumera-mikoto no fumi et le Kokki (国記, lit. « Registre du pays »), aussi lu Kokki et Kuni tsu fumi, sont d'anciens textes historiques japonais supposément écrits en 620 par Shōtoku taishi et Soga no Umako. Ils sont mentionnés dans le Nihon shoki mais on n'en connaît pas de copie. À supposer que les ouvrages ont vraiment existé, ils seraient antérieurs de cent ans tant au Kojiki (712) qu'au Nihon shoki (720).

Selon le Nihon shoki, 
是歳、皇太子・嶋大臣、共に議りて、天皇記及び國記、臣連伴造國造百八十部[并]て公民等の本記を録す。|
Kotoshi, Hitsugi no miko Shima no Ohoomi tomo ni hakarite Sumera-mikoto no fumi, oyobi Kuni tsu fumi, omi no komuraji tomo no miyatsuko kuni no miyatsuko momo amari yaso tomonowo ahasete ohomitakaradomo no moto tsu fumi wo shirusu.

Cette année, Hitsugi no Miko et Shima no Ōomi travaillent ensemble sur le Tennōki et le Kokki et composent la vraie histoire des différents nobles de cour.

Lors de l'incident d'Isshi en 645, la résidence de Soga no Emishi (un successeur de Soga no Umako) est réduite en cendres. Le Nihon shoki rapporte que le Kokki brûle avec le Tennōki, mais le Kokki est sauvé de la destruction.
蘇我臣蝦夷等、誅されむとして、悉に天皇記・國記・珍寶を燒く。船史惠尺、即ち疾く、燒かるる國記を取りて、中大兄に奉獻る。|
Soga no omi Emishi-ra, korosaremutoshite, futsuki ni Sumera-mikoto no fumi Kuni tsu fumi takaramono wo yaku. Fune no Fubito Wesaka, sunahachi toku, yakaruru Kuni tsu fumi wo torite, Naka no Ohoe ni tatematsuru.

Le treizième jour, alors que Soga no Emishi est sur le point d'être tué, les flammes brûlent le Tennōki, le Kokki et des trésors. Fune no Fubito Esaka se saisit rapidement du Kokki en flammes et le présente au prince Naka no Ōe (Tenji Tennō).
Le 13 novembre 2005, les restes de la résidence de Soga no Iruka sont découverts à Asuka dans la préfecture de Nara, corroborant la description du Nihon shoki.